# Apocalypse & Chill
Apocalypse & Chill — шестой студийный альбом голландской симфо-метал-группы Delain, выпущенный 7 февраля 2020 года на лейбле Napalm Records.
Это последний студийный альбом с участием вокалистки Шарлотты Весселс, гитариста Тимо Сомерса и басиста Отто Схиммельпеннинка ван дер Ойе, а также единственный студийный альбом с участием барабанщика Джоуи де Бура на всех треках до его ухода с другими участниками.

## Создание
Альбом посвящён таким темам, как климатический кризис и то, как люди реагируют на него. Мартейн Вестерхольт заявлял:
Это действительно контраст, который вы видите, когда включаете телевизор – вы видите Австралию в огне, а затем заходите в Instagram и видите людей с потрясающими фотографиями их сада или самих себя. Идеальная жизнь. Тот же мир, но такой контраст. Это то, что сквозит на альбоме в музыке и в текстах песен. Мы — группа контраста с тяжелыми гитарами, но с некоторыми элементами поп-музыки и синтезатора, так что все возвращается к этому.

## Отзывы критиков
| Оценки критиков | Оценки критиков |
| Источник        | Оценка          |
| --------------- | --------------- |
| Blabbermouth    | 8/10            |
| Kerrang!        | 4/5             |
| Laut.de         | [ 11 ]          |
| Metal Injection | 8/10            |
| Metal Hammer    | 5/7             |
| Metal.de        | 6/10            |
| Powermetal.de   | 7.5/10          |
| Rock Hard       | 7.5/10          |

Стив Биби, пишущий для Kerrang!, заявил, что это лучший альбом Delain на сегодняшний день, и оценил его на 4/5.
Metal Injection поставил альбому оценку 8/10, заявив, что «симфонический металл обычно придерживается знакомой почвы — лишь с незначительными вариациями и экспериментами время от времени — и Delain, несомненно, по-прежнему делают это лучше, чем большинство их коллег».
Blabbermouth также оценил альбом в 8 из 10, добавив, что «Delain улучшили свою игру во всех областях, отказавшись от циничных актов музыкальной акульей игры в пользу стремления к лучшему и наиболее мощному воплощению простой идеи».
По мнению обозревателя журнала Darker Дмитрия Фомина: «В числе особых деликатесов можно выделить полностью неоклассическую пьесу „Ghost House Heart“ c развернутыми вокализами Шарлотты и финальный инструментал „Combustion“, где удачно смешались прогрессивные и качевые модерн-грув элементы, при этом оставляя место для слушательского воображения».

## Список композиций
| №                   | Название              | Длительность |
| ------------------- | --------------------- | ------------ |
| 1.                  | «One Second»          | 3:37         |
| 2.                  | «We Had Everything»   | 4:08         |
| 3.                  | «Chemical Redemption» | 4:39         |
| 4.                  | «Burning Bridges»     | 4:14         |
| 5.                  | «Vengeance»           | 4:52         |
| 6.                  | «To Live Is to Die»   | 3:47         |
| 7.                  | «Let's Dance»         | 4:07         |
| 8.                  | «Creatures»           | 3:39         |
| 9.                  | «Ghost House Heart»   | 2:59         |
| 10.                 | «Masters of Destiny»  | 4:53         |
| 11.                 | «Legions of the Lost» | 5:17         |
| 12.                 | «The Greatest Escape» | 4:26         |
| 13.                 | «Combustion»          | 5:25         |
| Общая длительность: | Общая длительность:   | 56:03        |

| №                   | Название                                  | Длительность |
| ------------------- | ----------------------------------------- | ------------ |
| 14.                 | «Masters of Destiny» (orchestral version) | 3:58         |
| 15.                 | «Burning Bridges» (orchestral version)    | 3:02         |
| 16.                 | «Vengeance» (orchestral version)          | 4:06         |
| Общая длительность: | Общая длительность:                       | 67:16        |

## Состав
Вся информация из буклета альбома.
Delain
- Шарлотта Весселс — ведущий вокал
- Мартейн Вестерхольт — клавишные, бэк-вокал
- Тимо Сомерс — гитары, ведущий вокал на One Second, бэк-вокал
- Отто Схиммельпеннинк ван дер Ойе — бас-гитара
- Джоуи де Бур — ударные

Приглашённые /сессионные музыканты
- Гус Эйкенс — бэк-вокал, автор песен
- Яннис Пападопулос — приглашённый вокал на «Vengeance»
- Шир-Ран Йинон — скрипка в «Ghost House Heart» и «The Greatest Escape»
- Микко П. Мустонен — оркестровки

Производственный персонал
- Мартейн Вестерхольт — автор песен, продюсирование, оркестровка
- Шарлотта Весселс — автор песен, текстов
- Тимо Сомерс — автор песен, текстов
- Джейкоб Хансен — сведение
- Сванте Форсбек — мастеринг
- Имре Берендс — барабанщик
- Тим Тронко — фотография группы
- Максим Гетман — обложка
- Марникс де Клерк, Нина Матийсен — подготовка шоу
- Оливер Филлипс — дополнительные аранжировки к «To Live Is to Die» и «The Greatest Escape»

## Чарты
| Чарт(2020)                        | Пиковая позиция |
| --------------------------------- | --------------- |
| Австралия (ARIA)                  | 49              |
| Австрия (Ö3 Austria)              | 43              |
| Бельгия/Фландрия (Ultratop)       | 45              |
| Бельгия/Валлония (Ultratop)       | 59              |
| Нидерланды (Album Top 100)        | 24              |
| Германия (Offizielle Top 100)     | 14              |
| Венгрия (MAHASZ)                  | 28              |
| Шотландия (Scottish Albums Chart) | 48              |
| Швейцария (Schweizer Hitparade)   | 8               |